# Igor Vori
Igor Vori (20 de septiembre de 1980, Zagreb, Yugoslavia) es un exjugador de balonmano croata que jugó como pivote y actualmente es entrenador. Su último equipo fue el RK Zagreb. Fue medalla de oro con Croacia en los Juegos Olímpicos de 2004 en Atenas.

## Equipos

### Jugador
- RK Zagreb (1997-2001)
- Pallamano Prato (2001-2002)
- Pallamano Conversano (2002-2003)
- RK Zagreb (2003-2005)
- FC Barcelona (2005-2007)
- RK Zagreb (2007-2009)
- HSV Hamburg (2009-2013)
- Paris Saint-Germain Handball (2013-2016)
- RK Zagreb (2016-2018)

### Entrenador
- RK Zagreb (2020)

## Palmarés

### RK Zagreb
- Liga Croata (9):1998, 1999, 2000, 2004, 2005, 2008, 2009, 2017, 2018
- Copa Croata (9): 1998, 1999, 2000, 2004, 2005, 2008, 2009, 2017, 2018

### Pallamano Conversano
- Liga Italiana (2003)
- Copa Italiana (2003)

### FC Barcelona
- Liga ASOBAL (2006)
- Supercopa de España (2007)
- Copa del Rey (2007)

### HSV Hamburg
- Bundesliga (2011)
- Copa de Alemania (2010)
- Supercopa de Alemania (2009 y 2010)
- EHF Champions League (2013)

### PSG
- Liga de Francia de balonmano (2): 2015, 2016
- Supercopa de Francia (3): 2014, 2015, 2016
- Copa de Francia de balonmano (2): 2014, 2015

### Selección nacional

#### Campeonato del Mundo
- Medalla de oro en el Campeonato del Mundo de 2003
- Medalla de plata en el Campeonato del Mundo de 2005
- Medalla de plata en el Campeonato del Mundo de 2009
- Medalla de bronce en el Campeonato del Mundo de 2013

#### Campeonato de Europa
- Medalla de plata en el Campeonato de Europa de 2008
- Medalla de bronce en el Campeonato de Europa de 2012

#### Juegos Olímpicos
- Medalla de oro en los Juegos Olímpicos de 2004
- Medalla de bronce en los Juegos Olímpicos de 2012

### Consideraciones personales
- Mejor defensor del europeo (2008)
- Mejor pivote del mundial (2009)
- Mejor jugador del mundial (2009)
- Elegido en el equipo ideal de la Bundesliga (2011)